# Brent Berlin
Overton Brent Berlin (* 1936) ist ein US-amerikanischer Anthropologe. Am bekanntesten ist seine Zusammenarbeit mit dem Sprachwissenschaftler Paul Kay über Farbnamen, Basic Color Terms: Their Universality and Evolution (1969).
Brent Berlin wurde 1964 an der Stanford University zum Ph.D. promoviert. An der University of Georgia war er Professor für Anthropologie.
1980 wurde Berlin in die National Academy of Sciences, 1981 in die American Academy of Arts and Sciences gewählt.
1999 erhielt er den mit 200.000 französischen Francs dotierten Internationalen Preis der Fyssen-Stiftung.
2008 Distinguished Economic Botanist Award (gemeinsam mit seiner Frau)

## Veröffentlichungen (Auswahl)
- mit Paul Kay: Basic Color Terms: Their Universality and Evolution. University of California Press, Berkeley 1969.
- Ethnobiological classification: principles of categorization of plants and animals in traditional societies. Princeton University Press, Princeton, N.J. 1992, ISBN 0-691-09469-1.
- Huambisa Sound Symbolism. In: Leanne Hinton, Johanna Nichols und John J. Ohala (Hrsg.): Sound symbolism. Cambridge University Press, Cambridge [England] 1995.
- mit Elois Ann Berlin: Medical ethnobiology of the Highland Maya of Chiapas, Mexico: the gastrointestinal diseases. Princeton University Press, Princeton, N.J. 1996.